# Narsingarh
Narsingarh là một thị trấn thống kê (census town) của quận West Tripura thuộc bang Tripura, Ấn Độ.

## Nhân khẩu
Theo điều tra dân số năm 2001 của Ấn Độ, Narsingarh có dân số 6819 người. Phái nam chiếm 55% tổng số dân và phái nữ chiếm 45%. Narsingarh có tỷ lệ 71% biết đọc biết viết, cao hơn tỷ lệ trung bình toàn quốc là 59,5%: tỷ lệ cho phái nam là 78%, và tỷ lệ cho phái nữ là 62%. Tại Narsingarh, 10% dân số nhỏ hơn 6 tuổi.